# Running (James Bay)
Running è un singolo del cantante britannico James Bay, pubblicato l'11 marzo 2016.

## Tracce
1. Running (Live from Abbey Road Studios) – 3:40